# Голям Ню Йорк
Голям Ню Йорк (на английски: New York metropolitan area) е най-големият комбиниран (метрополен и микрополен) регион в САЩ. Това е 4-тият по население метрополен регион в света, и най-големият в САЩ, с население от 22 679 948 жители (2018 г.) и площ от 30 670 кв. км. Метрополният регион обхваща четири щата – Ню Йорк, Кънектикът, Ню Джърси и Пенсилвания) и 16 окръга; включва Ню Йорк Сити (най-големият град в САЩ), Лонг Айлънд и средната и долната част на долината Хъдсън в щата Ню Йорк; петте най-големи града в щата Ню Джърси: Нюарк, Джърси Сити, Патърсън, Елизабет и Едисън и техните околности; шест от седемте най-големи града в щата Кънектикът: Бриджпорт, Ню Хейвън, Стамфорд, Уотърбъри, Норуок и Данбъри и техните околности.
Мрежата на висшето образование в района на метрополен регион Ню Йорк включва стотици колежи и университети, включително Принстънския университет, Колумбийския университет, Йейлски университет, Нюйоркския университет и Рокфелеров университет (всички класирани сред 35-те най-големи университети в света).
Географски е разделен на град Ню Йорк, Лонг Айлънд, Северен Ню Джърси, Централен Ню Джърси, Хъдсъновата долина и Западен Кънектикът.
В метрополния регион са разположени 3 основни летища.

## Демографско разделение
Според статистиката от преброяването през 2010 г., 61,6% от населението са бели, 16,9% са афроамериканци, 0,5% са индианци и коренни жители на Аляска, азиатци са 9,1%, от Тихоокеанските острови са по-малко от 1%, 8,8% са декларилали, че са от друга раса, а 3,2% са от две или повече раси. Испано (латино) жителите са 21,7%.

## История
Преди откриването на Америка от Христофор Колумб през 1492 г., районът е обитаван предимно от индианци. Джовани да Верацано е първият европеец, който пристига през 1524 г. През 1626 г. холандците призовават за селище на мястото на Новия Амстердам, който по-късно става Ню Йорк.
С разширяването на търговията с кожи на север, Ню Йорк се превръща в търговски център, което довежда имиграционна вълна. По време на Американската война за независимост пристанището на Ню Йорк се превръща в регион от голямо стратегическо значение. Ню Йорк е окупиран от британците в началото на войната, и остава в техни ръцете до края на войната през 1783 г. В периода между 1785 – 1790 Ню Йорк служи за столица на Съединените щати, която след това се премества във Филаделфия. Ню Йорк Сити е най-големият град в страната от 1790 г. насам. През 1792 г. е създадена Нюйоркската фондова борса.
През ХІХ в. има голяма имиграция към Ню Йорк, особено от страни като Ирландия и Германия. През 1898 г. петте квартала на Ню Йорк се сливат в един град.
Градското метро в Ню Йорк започва да работи през 1904 г.